# Марија Александровић
Марија Александровић (Нови Сад, 3. септембар 1972) је докторка наука, професорка српске књижевности и језика и професорка ромског језика и књижевности.

## Биографија
Рођена је 1972. године у Новом Саду. Одрасла је у сиромаштву са мајком, сестром и братом. Основну школу је завршила у Жабљу, а средњу пољопривредну у Зрењанину као одличан ђак. Пре него што је уписала факултет, радила је у циглани на преношењу блокова, а потом и на одржавању зграда у Новом Саду како би себи и свом сину обезбедила егзистенцију и могућност да настави образовање. Успела је да упише Филозофски факултет у Новом Саду, Одсек српска књижевност и језик, где је упознала познатог ромолога Трифуна Димића и Свенку Савић, која је укључила у пројекат менторске подршке ромским студентима. Прве године студија била је стипендиста Фонда за отворено друштво, а затим је радила још два посла: као ПР у „KЕР интернешонал” и у Екуменској хуманитарној организацији, са ромском децом у насељу Бангладеш. Основне студије је завршила 2005. године и стекла звање професора српске књижевности и језика. Године 2005. уписује специјалистичке студије, такође на Одсеку за српску књижевност и језик Филозофског факултета у Новом Саду, а 2006. године брани специјалистички рад под називом „Стих и лирско-епска усмена ромска поезија”. Постипломске студије завршила је на Филозофском факултету у Новом Саду на Одсеку за српску књижевност и језик. Одбранила је магистарски рад „Ромске епско-лирске песме, старија и нова бележења (класификације, теме, значење)” у мају 2010. године под менторством проф. др Љиљане Пешикан Љуштановић. Успешно је одбранила докторску дисертацију у децембру 2015. године, под називом „Симболи ромске усмене поезије-заступљеност и значење” под менторством проф. др Љиљане Пешикан Љуштановић.
Од школске 2009/10. године почела је да ради на Високој школи струковних студија за васпитаче „Михаило Палов” у Вршцу где и данас предаје Ромски језик, Књижевност за децу на ромском језику и Методику развоја говора 1, 2. Школске 2015/16. године предавала је Савремени ромски језик  на Филолошком факултету у Београду. Чланица је Одбора за проучавање живота и обичаја Рома у Српској академији наука и уметности.

## Учешћа на конференцијама
- Mеђународни научни скуп (2010): Промене идентитета, културе и језика Рома у условима планске социјално-економске интеграције, Српска академија наука и уметности, Београд.
- Регионална конференција (2012): Стандардизација ромског јеика за земље бивше Југославије,  Сарајево, Босна и Херцеговина.
- Међународна панел дискусија (2014): Translator Education and training for Romani at the Third IATIS Regional Workshop – Western Balkans translator and interpreter training, 25-26 September at the Fakulty of Philosophy, Novi Sad.
- International Conference for Activists and Experts (2015): Classrooms Beyond Race-Inclusive Education for Romani Children, 5-6 October, Belgrade.
- Међународна дискусија (2015): Roma Teachers, 13-14. новембар, Братислава, Словачка.
- Међународна конференција (2016): Toy Libraries Conference for practitioners working in Roma communities, Roma education fund, Београд.
- Међународни научни скуп (2016): Очување, заштита и перспективе ромског језика у Србији, Настава ромског језика на свим образовним нивоима, САНУ 20-21 октобар, Београд.
- Међународни научни скуп (2017): Очување ромског језика и културе, Правопис ромског језика у Србији, 30-31. мај, Шведски институт за језик и фолклор, Стокхолм, Шведска.
- Mеђународни научни скуп (2018): Очување ромског језика и културе, Правопис ромског језика у Србији, 11-14. септембар,  Шведски институт за језик и фолклор, Стокхолм, Шведска.
- Mеђународни научни скуп (2019): Очување ромског језика и културе, Правопис ромског језика, 14-17. април, Шведски институт за језик и фолклор, Стокхолм, Шведска.

## Акредитовани програми
- Коаутор и аутор акредитованог програма Завода за унапређивање образовања и васпитања: Интеркултурализам у вртићу: ромски језик, обичаји и култура, Каталошки број програма: 284.
- Коаутор и аутор акредитованог програма Педагошког завода Војводине: Обука за јачање компетенција учитеља ромског језика за изборни предмет: Ромски језик са елементима националне културе, број решења: 1065.[6]